# Miramiguoa Park
Miramiguoa Park – wieś w Stanach Zjednoczonych, w stanie Missouri, w hrabstwie Franklin.